# Тюрингенская кухня

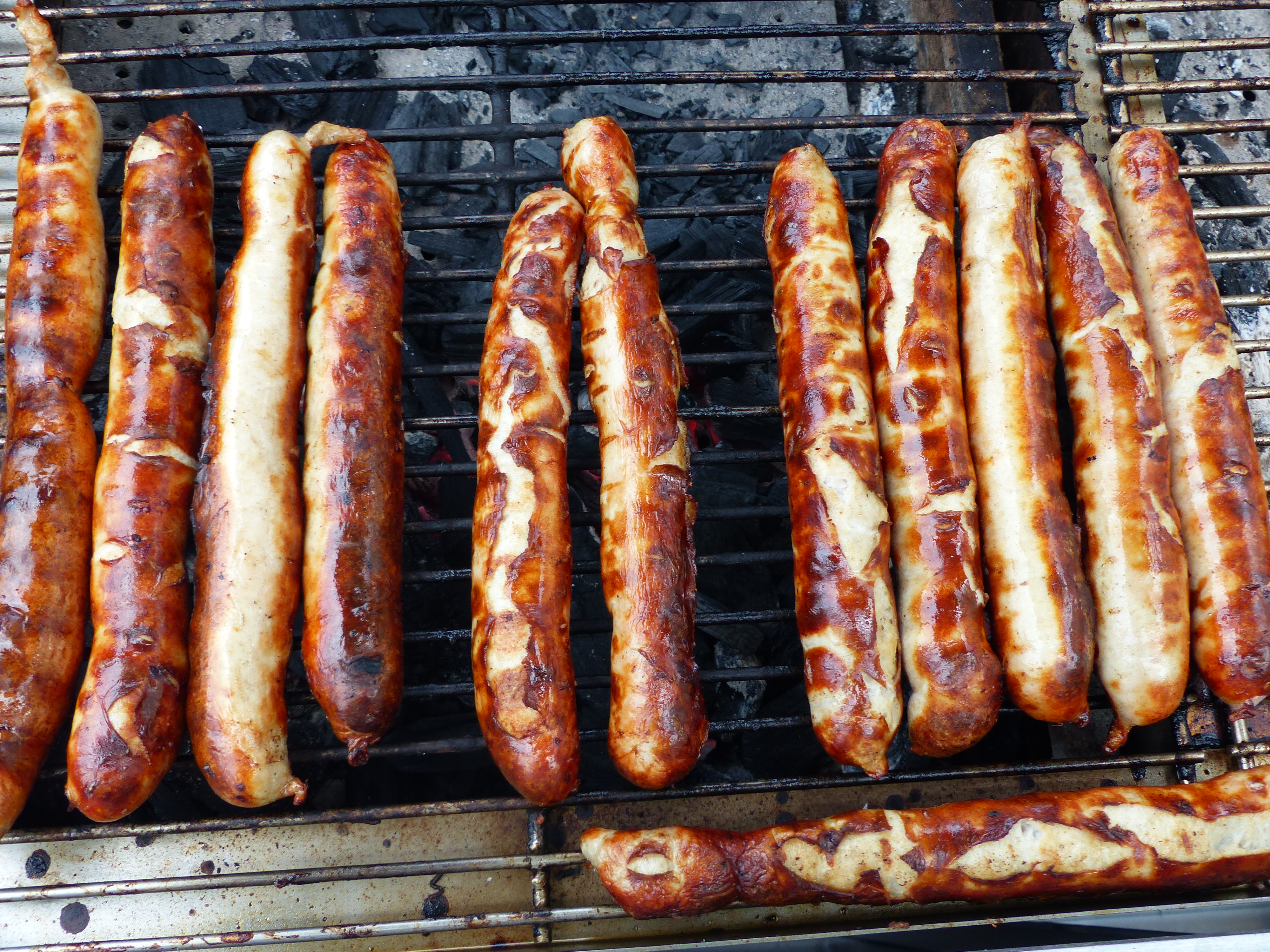
Тюрингенские жареные сосиски на веймарском рынке

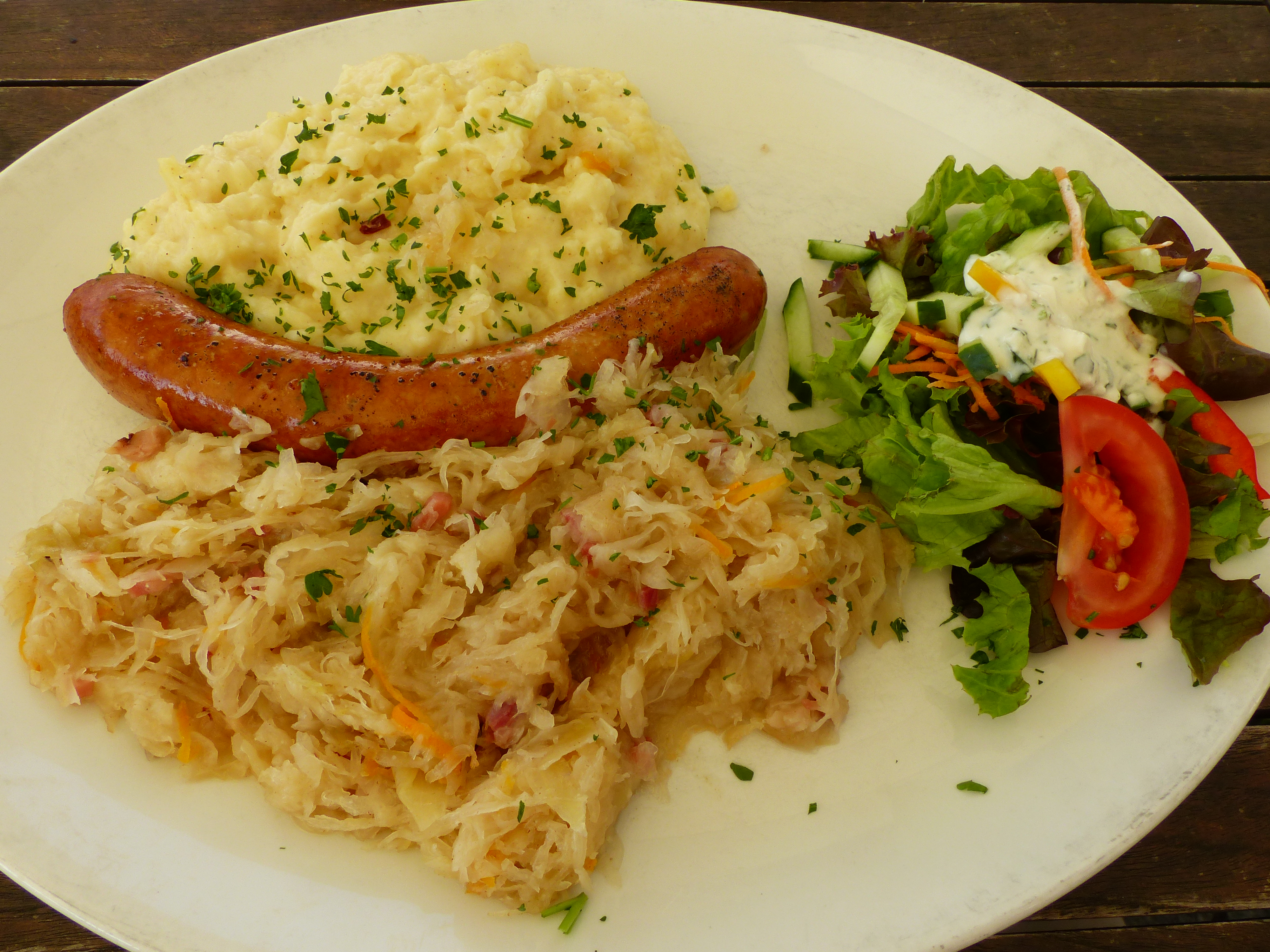
Тюрингенский братвурст с квашеной капустой и картофельным пюре

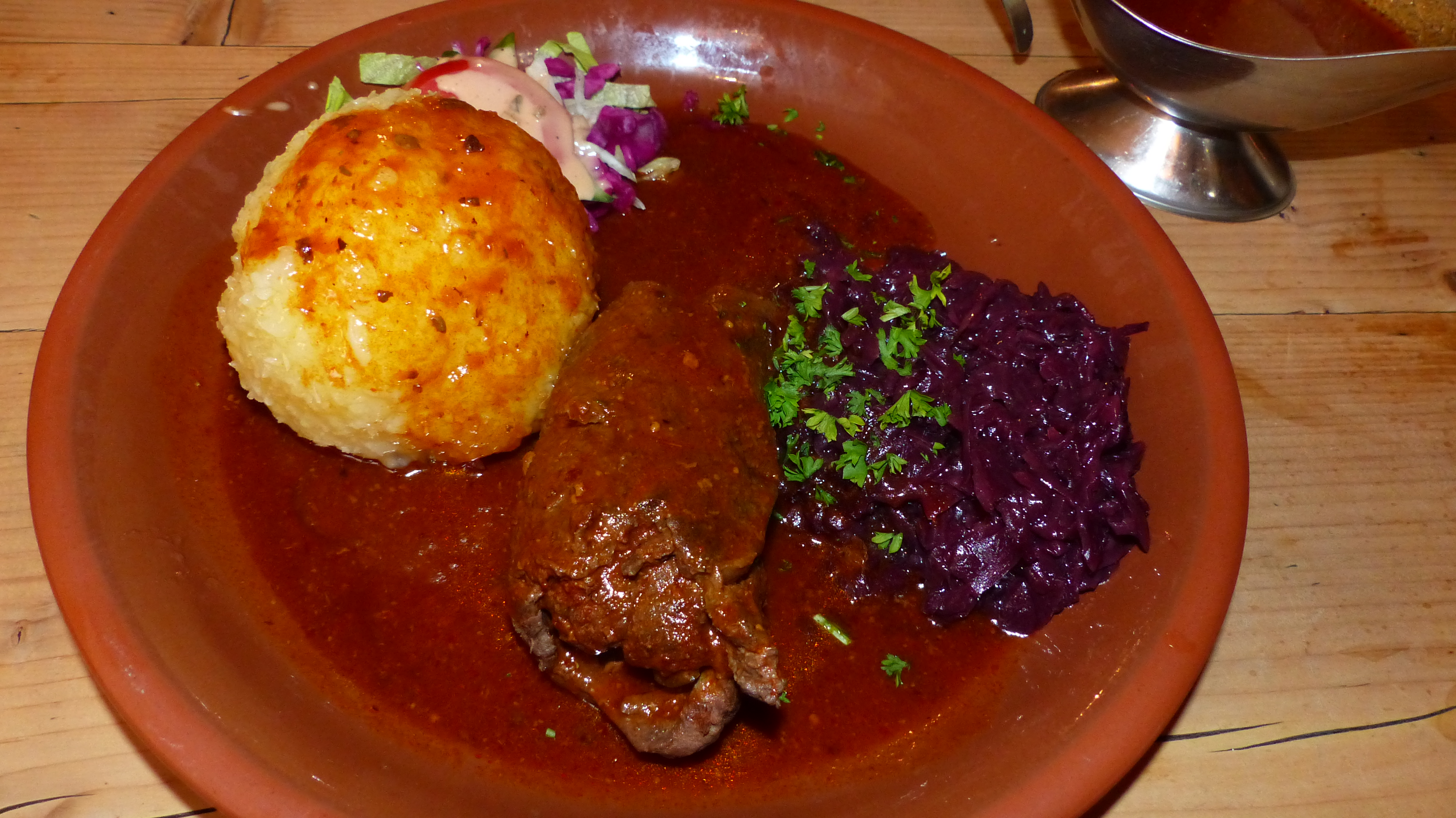
Говяжий рулетик с тушёной краснокочанной капустой и клёцкой

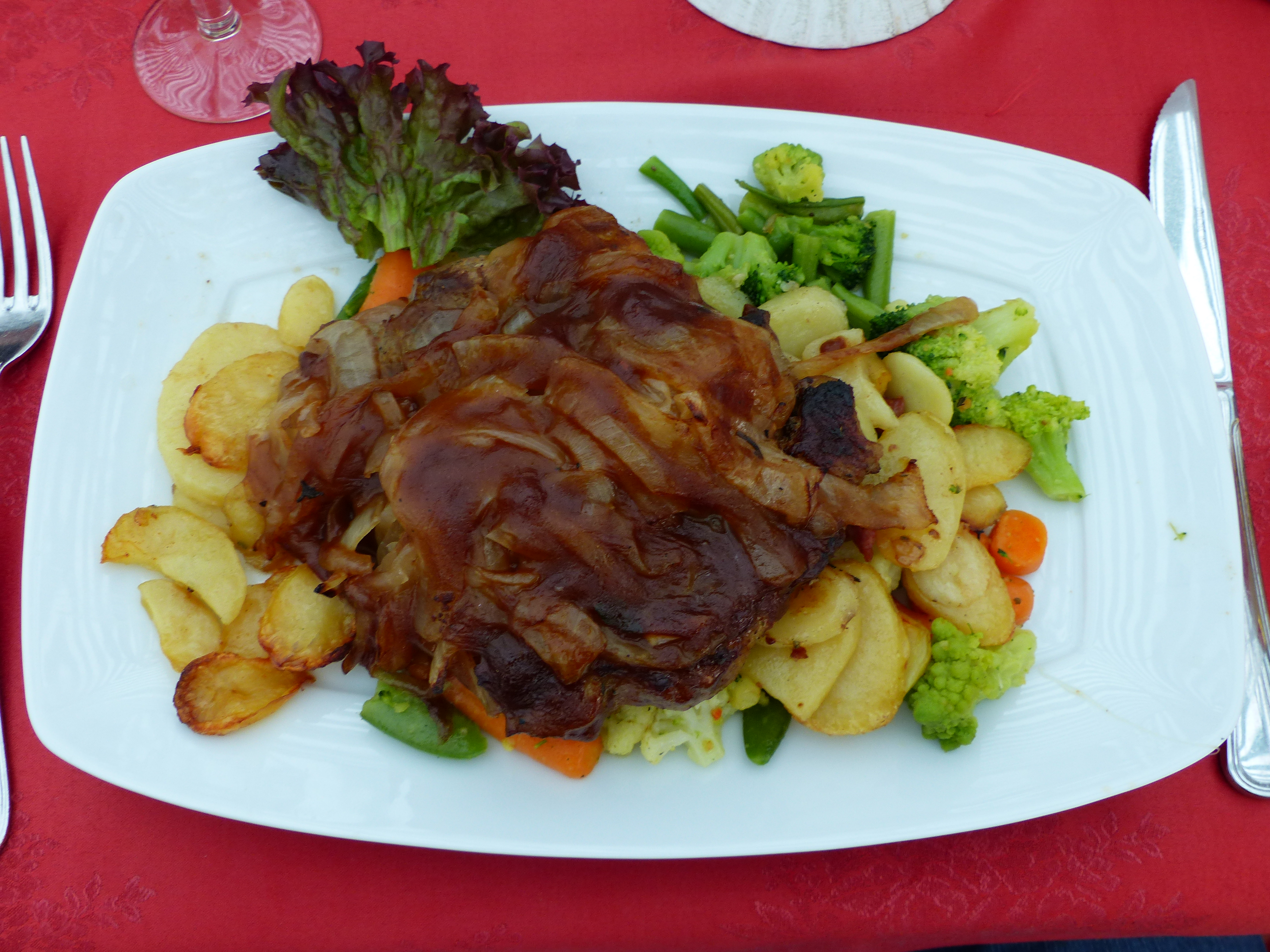
Ростбиф по-тюрингенски под жареным луком, сервированный с жареным картофелем и овощами

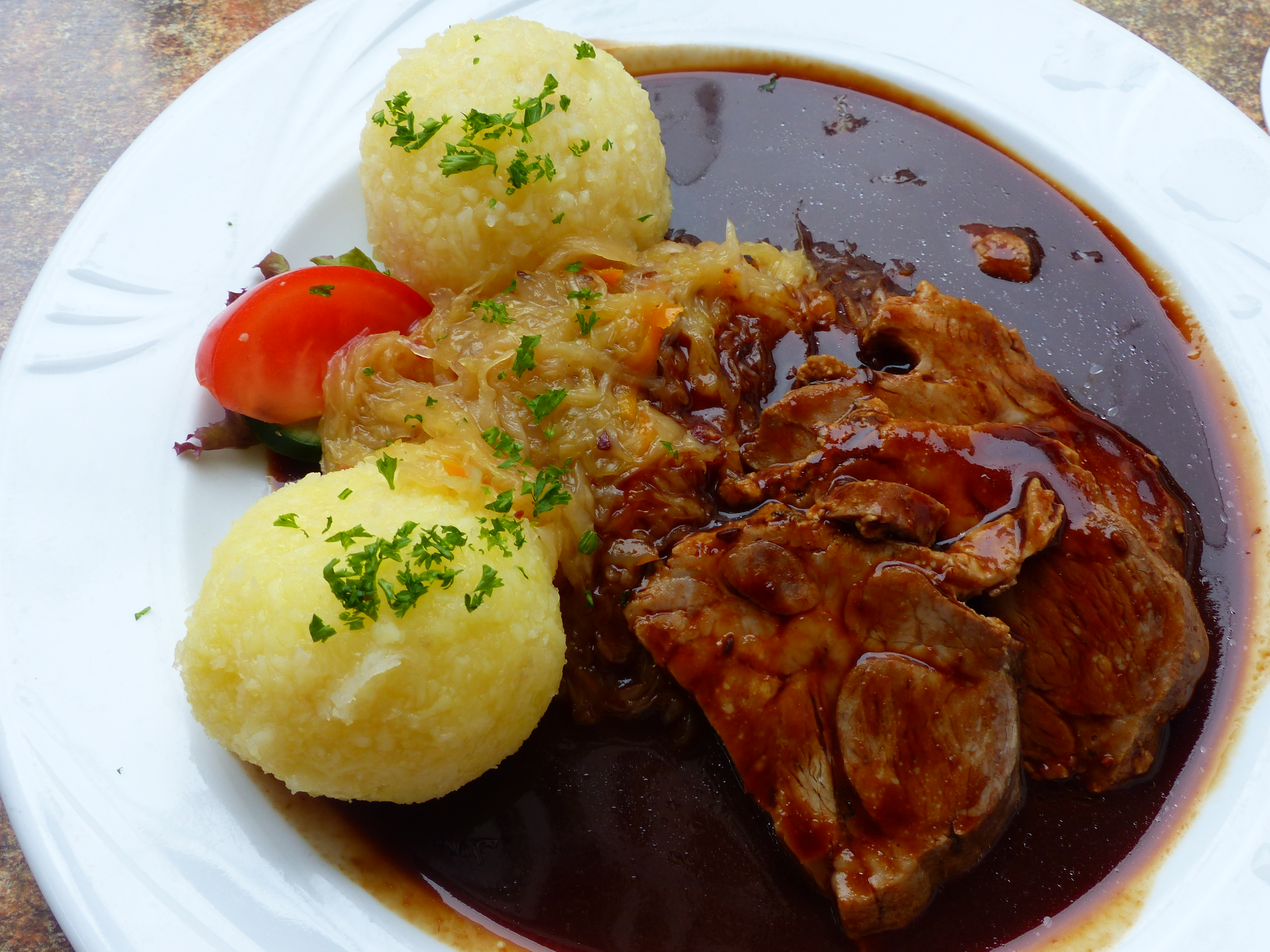
Жаркое с соусом из чёрного пива по-кёстрицки с клёцками

Тюри́нгенская кухня (нем. Thüringer Küche) — региональные кулинарные традиции земли Тюрингия. Своеобразие кухни Тюрингии с её обширными лесами и плодородными землями, заслужившей звание «зелёного сердца Германии», заключается в обилии простых и питательных блюд преимущественно из мяса и фруктов. Тюрингенскую кухню ценят за её честность и натуральность: добротная еда из добротных местных продуктов. Наиболее известные блюда Тюрингии — тюрингенские клёцки из картофеля, считающиеся национальным блюдом, и жареная сосиска братвурст. Веймар славится своим луковым супом, Зуль — тушёной савойской капустой, Бланкенхайн — вишнёвым пирогом. Важную роль в питании тюрингенцев выполняют колбасы и дичь. В Тюрингии размещаются многочисленные пивоваренные компании.
Как и в Германии в целом, в современной Тюрингии, некогда крае привыкших к тяжёлому труду крестьян и горняков, по традиции предпочитают калорийные и тяжёлые мясные блюда с насыщенными соусами. Классические блюда на воскресном или праздничном столе — тюрингенские клёцки с тушёной краснокочанной капустой или говяжьи рулетики с жирной подливкой, к которым подают пильзнер или чёрное пиво. В Тюрингии любят также мясо на вертеле по-шмёлльнски, сырую рубленую свинину метт и жареные сосиски. Правилами ведения мясницкого дела в Веймаре, Йене и Буттштедте в 1613 году было положено делать тюрингенские жареные колбаски исключительно и только из свинины. Тюрингенцы безусловно считают свои братвурсты самыми вкусными, хотя и спорят о том, чем приправлять фарш: майораном или тмином. «Тминный экватор» пролегает по Ренштайгу, и тмин добавляют только севернее этой границы. На востоке Тюрингии жареные колбаски называются ростерами. На День германского единства в 1994 году из Йены в Берлин отправили тюрингенский братвурст длиной 1000 метров. В 2004 году тюрингенский братвурст отметил свой 600-летний юбилей.
Другая особенность тюрингенской кухни являются пироги. В отличие от издавна буржуазных регионов — Саксонии, Вюртемберга и Рейнланда, куда из Франции пришли тарты и пирожные, — в Тюрингии продолжали печь простые открытые листовые пироги на противнях как дома, так и в пекарнях и булочных. Кое-где в тюрингенских деревнях и по настоящее время пекут пироги на всех в общей деревенской печи. На большие праздники, например, крестины, юбилеи и конфирмации делают заказ местной «пирожнице». Если на праздничном столе будет менее 10—15 видов пирогов, можно прослыть скупцом. На тюрингенском праздничном застолье пьют кофе с пирогами два раза: сначала, как обычно, во второй половине дня, а потом ещё раз после полуночи. Пирогов пекут с запасом, чтобы дать пакет с пирогами гостям на прощанье и угостить соседей. Пироги присутствуют и на траурных мероприятиях — поминках. Наиболее популярные пироги в Тюрингии — луковый и сметанный, популярны также дечеры — жареные четырёхугольные лепёшки из картофельного теста.

## Наиболее известные блюда
- Тюрингенские клёцки
- Братвурст
- Ростбиф по-тюрингенски
- Муцбратен
- Пивной суп
- Пивное жаркое
- Запечённые клёцки
- Заальфельдские дечеры (картофельные оладьи)
- Дрожжевые клёцки с голубикой
- Картофельные оладьи
- Зауэрбратен
- Жаркое в горшочке
- Завитые клёцки в петрушечном соусе
- Тюрингенская кровяная колбаса
- Тюрингенский лебервурст

## Колбаса и сыр
- Айхсфельдская сырокопчёная колбаса
- Альтенбургер
- Мильбенкезе